# Tygrysy Europy 2
Tygrysy Europy 2 – polski serial komediowy w reżyserii Jerzego Gruzy, kontynuacja serialu Tygrysy Europy z 1999 roku.
Serial został zrealizowany w 2001 roku, był wyświetlany w TVP1 od 4 maja 2003 do 22 czerwca 2003. Prawdopodobnie powstało 15 odcinków, ale TVP1 wyemitowała tylko 7.

## Fabuła
Film opowiada o perypetiach nowobogackiej rodziny Nowaków i pracujących w ich willi służbie. Bogactwo Nowaków opiera się na lewych przekrętach i niejasnych finansach, mimo to obracają się oni w towarzystwie warszawskiej śmietanki. To właśnie z nich przede wszystkim śmieje się Gruza, dowodząc, że gdyby „tygrysy Europy” pozbawić pieniędzy, byliby co najwyżej wynędzniałymi kotami.

## Obsada
- Janusz Rewiński – Edward Nowak
- Beata Ścibakówna – Elżbieta „Elizabeth” Nowak
- Aleksander Ihnatowicz – Ronnie Nowak
- Aleksandra Dymitruk – Kate Nowak
- Joanna Kurowska – Krystyna Broda, księgowa Nowaka
- Piotr Zelt – Hubert, kierowca i ochroniarz Nowaka
- Wojciech Cygan – General manager
- Jerzy Gruza – Alfred Chodźko, wiceprezes holdingu „Tygrys”, były portier / Stanisław Chodźko, brat bliźniak Alfreda, portier
- Agnieszka Wagner – Monika Masławska, polonistka
- Bogdan Baer – Leon Zając „Zejdżek”, wujek Elzbiety Nowakowej
- Hanna Stankówna – Genowefa Pająk, adiunkt, kucharka w rezydencji Nowaków
- Wojciech Skibiński – Stanisław Kmiecik, ogrodnik w rezydencji Nowaków
- Jolanta Mrotek – Jola, sekretarka Chodźki
- Eugeniusz Kamiński – dziadek Elżbiety Nowakowej
- Krzysztof Piasecki – nauczyciel Roniego i Kate
- Witold Pyrkosz – Stanisław Pachołek, właściciel „Nowak & Nowak”
- Jan Kozaczuk – kelner w klubie dla gejów „Ozyrys”
- Jerzy Braszka – Mietek Toboła
- Wojciech Wiliński – szef pizzerii
- Mirosław Zbrojewicz – właściciel pytona „Ozyrysa”
- Jacek Kałucki – wójt Tadeusz Wacławek
- Waldemar Obłoza – policjant dyżurny
- Andrzej Pieczyński – Wojtek
- Wojciech Błach – kolega Mietka
- Sara Müldner – siostra Rogera
- Karolina Muszalak – koleżanka Huberta
- Piotr Kamiński – Stasio
- Paweł Kamiński – Robert
- Eugeniusz Jędrzejczak – Lech Wałęsa
- Ryszard Jabłoński – Józek Pachołek
- Tomasz Sapryk – wodzirej
- Barbara Zielińska – Zosia Pachołkowa
- Roch Siemianowski – organizator polowania na lisa
- Krzysztof Tyniec – właściciel Agencji Reklamowej
- Piotr Siejka – Bolesław
- Jakub Szyliński – dziennikarz w klubie „Ozyrys”
- Hanna Śleszyńska – Zaza
- Franciszek Trzeciak – Papryka
- Krzysztof Wróblewski – drużba na weselu
- Małgorzata Potocka – choreograf
- Andrzej Precigs – mecenas Hugo
- Radosław Pazura – Sławomir Koks
- Bożena Piotrowska – Linda Evans
- Iwona Rulewicz – manikiurzystka Mariola
- Krystyna Podleska – pani Helenka
- Dorota Piasecka – Sandra
- Jacek Pieniążek – Michael Jackson
- Aldona Orman – Jola Krasuska
- Katarzyna Paskuda – Zaza
- Bohdan Łazuka – ksiądz Stanisław
- Dariusz Lewandowski – dostawca pizzerii
- Ireneusz Kozioł – taksówkarz
- Andrzej Baranowski – kelner
- Jarosław Gruda – Pachołek
- Wojciech Dąbrowski – organizator urodzin
- Paweł Gędłek – Sławek Pajkowski
- Maciej Gołębiowski – pracownik pizzerii
- Waldemar Czyszak – ojciec chrzestny
- Grzegorz Ruda – kolega Ronniego
- Artur Janusiak – gość na weselu
- Marzena Trybała – modystka Mariola
- Sebastian Świąder – Piotrek
- Tatiana Sosna-Sarno – gość na polowaniu na lisa
- Piotr Bondyra – dziecko
- Eugeniusz Andrzejczak
- Sylwia Wysocka
- Katarzyna Drzewiecka-Szlachcikowska
- Joanna Jędrejek
- Andrzej Malec
- Zbigniew Modej
- Przemysław Modliszewski
- Zygmunt Sierakowski
- Igor Zbrzeski
- Jan Witkowski
- Stanisław Ablewski
- Piotr Thor
- Bogdan Sikorski
- Artur Zgórski
- Piotr Suska
- Mariusz Skawiński
- Sylwia Powierza
- Marek Wroński
- Krzysztof Wiech
- Zofia Szuster
- Jakub Rużyłło
- Tomasz Włodarski
- Justyna Woźniak
- Bartłomiej Węcławik
- Andrzej Paszczuk
- Andrzej Popławski
- Maciej Pruśniewicz
- Grzegorz Modliszewski
- Marcin Pawlikowski
- Mariusz Mielczarek
- Piotr Nowicki
- Hubert Olborski
- Andrzej Moszczuk
- Marcin Mazurek
- Rafał Maraszek
- Wanda Matuk-Trapczyńska
- Sylwia Lorenc
- Dariusz Majewski
- Wojciech Kowalewski
- Andrzej Łukasik
- Mikołaj Koszutski
- Marcin Kierzkowski
- Michał Jarosiński
- Bogdan Karwacki
- Kazimierz Kajetan Kowalski
- Sylwia Konopka
- Milena Kocot
- Rafał Kosecki
- Jacek Kordacki
- Jerzy Janowski
- Ryszard Górski
- Małgorzata Jach
- Małgorzata Jarmałkowicz
- Daniel Iwański
- Wojciech Brzozowski
- Piotr Dąbrowski
- Romuald Gołębiowski
- Robert Gromulski
- Ewelina Faudali
- Ewa Czernek-Batycka
- Kazimierz Budkiewicz
- Krystyna Brzezińska
- Jan Jeruzal
- Wojciech Kobiałko
- Adam Iwiński
- Grzegorz Gzyl
- Mieczysław Kadłubowski

## Lista odcinków
| # | Tytuł                    | Opis odcinka | Data premiery |
| - | ------------------------ | --- | ------------- |
| 1 | Inwestor                 | Prezes Nowak, pragnąc rozszerzyć swą działalność, kupuje fabrykę „Baby Bambers” w Piasecznie. Dawny portier, Alfred Chodźko obejmuje funkcję dyrektora generalnego, a na jego dawnym stanowisku, zatrudniony zostaje jego brat bliźniak. Z USA przyjeżdża do Nowaków wujek Zejdżek. | 04.05.2003    |
| 2 | Reklamówka               | Menedżer przedstawia prezesowi Nowakowi dwie koncepcje realizacji reklamy. Po zapoznaniu się z nimi, Nowak decyduje się na jedną z opcji i zaczyna przygotowania do jej realizacji. | 11.05.2003    |
| 3 | Tygrysy nie płacą        | Praca nad filmem reklamowym, a raczej nad spacyfikowaniem dwóch pretendentek do roli Poppei, sprawiła, że następnego dnia w biurze prezes Nowak z trudem dochodzi do siebie. Tymczasem w siedzibie Holdingu Tygrys zjawia się niejaki Papryka z synami z żądaniem zwrotu długów, które zaciągnęła u nich firma Nowak & Nowak. Prezes holdingu oświadcza im jednak, że firmę wraz z wierzytelnościami sprzedał Stanisławowi Pachołkowi, rolnikowi z podpilskiej wsi, i tam należy kierować roszczenia. Rozjuszony Papryka udaje się na wieś, ale szybko przekonuje się, że zwrot długu jest ostatnią rzeczą, jaką wyegzekwuje od „prezesa” Pachołka. | 18.05.2003    |
| 4 | Polowanie na lisa        | Alfred Chodźko umawia prezesa Nowaka na spotkanie z inwestorem strategicznym. Ma się ono odbyć podczas polowania na lisa, na które – jak twierdzi dyrektor generalny – została też zaproszona Hanna Gronkiewicz-Waltz. Nowak jest bardzo przejęty czekającym go spotkaniem, a denerwuje się tym bardziej, że nigdy wcześniej nie polował ani nie jeździł konno. Chodźko uspokaja go, że i tym razem nie będzie musiał – ma tylko odpowiednio się prezentować, prowadzić uprzejme rozmowy towarzyskie, choć nie zaszkodzi, jeśli zgłębi też swoją skromną wiedzę na temat koni. | 25.05.2003    |
| 5 | Przylądek dobrej nadziei | Elżbieta Nowakowa zakłada stowarzyszenie „Być” i – wzorem króla Stanisława Augusta – postanawia organizować obiady czwartkowe, na których bywaliby ludzie kultury. Za radą Moniki, nauczycielki latorośli prezesostwa, na pierwsze spotkanie zaprasza młodego, obiecującego literata, Sławomira Koksa, który wyjaśnia zebranym praktyczną różnicę między poezją i prozą. Pech chce, że tego samego dnia do willi Nowaków wraca wysłany przez nich na wieś wujek Zejdżek, który setnie wynudził się na prowincji. Teraz próbuje brylować wśród gości zaproszonych na czwartkowe przyjęcie, ale tylko przynosi Elżbiecie wstyd swoim bezpośrednim zachowaniem. Edward wybawia żonę z opresji i zabiera wujka do swojego gabinetu, aby porozmawiać z nim o interesach. Proponuje mu założenie firmy typu off-shore z siedzibą położoną możliwie jak najdalej od polskich urzędów skarbowych, najlepiej w RPA. Wujek przystaje na propozycję, zadowolony Nowak organizuje nawet konferencję prasową, aby poinformować dziennikarzy o znalezieniu zagranicznego partnera. Niestety, na konferencji zjawia się wyrzucony z firmy Alfred Chodźko i zaczyna zadawać kłopotliwe pytania. Konferencję trzeba przerwać. Wieczorem Nowakowie podejmują u siebie „czwartkowe” towarzystwo. | 08.06.2003    |
| 6 | Porwanie                 | Syn Nowaków, Ronnie chciałby dostać na urodziny pytona, który jest warty 5000 złotych. Nowakowa nie zgadza się na to. Ronnie postanawia swoim sposobem zdobyć pieniądze. W tym celu pozoruje porwanie swojej siostry Kate. | 15.06.2003    |
| 7 | Festiwal                 | Nowakowie jadą do Międzyzdrojów, gdzie odbywa się Festiwal Gwiazd. W drodze ich auto zderza się z samochodami, które jadą na wesele. Weselnicy postanawiają zabrać Nowaków na wesele. | 22.06.2003    |